# Даппер, Марко
Марко Даппер (англ. Marco Dapper, род. 9 июля 1983) — американский фотомодель и актёр.

## Биография
Марко Доминик Даппер родился 9 июля 1983 года в калифорнийском городе Хейварде. В 2003 году он покинул Область залива Сан-Франциско и отправился в Голливуд, где решил стать актёром. Там он быстро нашёл работу в качестве модели для рекламы джинсовой компании «Levi’s», а также работал в некоторых европейских модельных агентствах.
Его актёрской подготовкой занимались Дуг Ворхит и Лесли Кан в театре Беверли-Хиллз. Популярность к нему пришла в 2006 году после того как он исполнил роль Троя в романтической гей-комедии «Угрызения 2: В(л)ажные моменты». В одной из сцен фильма Марко предстал полностью обнажённым, исполняя роль натурщика. У Даппера также было несколько ролей в телесериалах, среди которых «Вероника Марс» и «Грязные мокрые деньги». Марко более 10 лет изучал боевое искусство тхэквондо и имеет по нему чёрный пояс.

## Фильмография
- 2006 — Угрызения 2: В(л)ажные моменты / Eating Out 2: Sloppy Seconds  — Трой
- 2007 — Вероника Марс (телесериал) / Veronica Mars — Красавчик — 1 эпизод
- 2007 — Грязные мокрые деньги (телесериал) / Dirty Sexy Money — Райан Кэйсдейл — 1 эпизод
- 2009 — Триумф и падение Така Джонсона (телесериал) / Rise and Fall of Tuck Johnson — Рокки Лоадс
- 2009 — 90210: Новое поколение (телесериал) / 90210 — 1 эпизод
- 2010 — Травма (телесериал) / Trauma — Ашер — 1 эпизод